# Горішнє Ботево
Горішнє Бо́тево (болг. Горно Ботево) — село в Старозагорській області Болгарії. Входить до складу общини Стара Загора.

## Населення
За даними перепису населення 2011 року у селі проживали 835 осіб.
Національний склад населення села:
| Національність   | Кількість осіб | Відсоток |
| ---------------- | -------------- | -------- |
| болгари          | 626            | 76,1%    |
| цигани           | 190            | 23,1%    |
| Всього відповіли | 823            |          |

Розподіл населення за віком у 2011 році:
Динаміка населення: